# Geneva Township (Ohio)
Geneva Township ist eines von 27 Townships des Ashtabula Countys im US-Bundesstaat Ohio. Nach der Volkszählung im Jahr 2000 waren hier 11.954 Einwohner registriert.

## Geografie
Geneva Township liegt im äußersten Nordwesten des Ashtabula Countys im äußersten Nordosten von Ohio und grenzt im Norden an den Eriesee und im Uhrzeigersinn an die Townships: Saybrook Township, Austinburg Township, Harpersfield Township und Madison Township im Lake County.

## Verwaltung
Das Township wird durch ein Board of Trustees, bestehend aus drei gewählten Mitgliedern, verwaltet. Zwei Personen werden jeweils im Jahr nach der Präsidentschaftswahl gewählt und eine jeweils im Jahr davor. Die Amtszeit dauert in der Regel vier Jahre und beginnt jeweils am 1. Januar. Daneben gibt es noch einen Township Clerk (Schriftführer), der ebenfalls im Jahr vor der Präsidentschaftswahl auf eine vierjährige Amtszeit gewählt wird. Dessen Amtszeit beginnt jeweils am 1. April.